# Бургальтроф
Бургальтро́ф (фр. Bourgaltroff) — коммуна во французском департаменте Мозель региона Лотарингия. Относится к кантону Дьёз.

## Географическое положение
Бургальтроф расположен в 55 км к юго-востоку от Меца и в 10 км к северу от центра кантона Дьёза. Соседние коммуны: Бенестроф на севере, Маримон-ле-Бенестроф, Небен и Мольрен на северо-востоке, Басен на востоке, Бидестроф на юго-востоке, Геблен на юго-западе, Лидрезен на северо-западе.
Коммуна находится на естественно-исторического региона Сольнуа.

## История
- В VIII веке принадлежал к аббатству Виссембург.

## Демография
По переписи 2008 года в коммуне проживал 281 человек.	

## Достопримечательности
- Остатки постройки крепостного замка.
- Церковь Сен-Ванделен, 1770 года.